# Beaumesnil, Eure
Beaumesnil är en kommun i departementet Eure i regionen Normandie i norra Frankrike. Kommunen ligger i kantonen Beaumesnil som tillhör arrondissementet Bernay. År 2018 hade Beaumesnil 500 invånare.

## Befolkningsutveckling
Antalet invånare i kommunen Beaumesnil
Referens:INSEE